# 336 (szám)
A 336 (római számmal: CCCXXXVI) egy természetes szám.

## A szám a matematikában
A tízes számrendszerbeli 336-os a kettes számrendszerben 101010000, a nyolcas számrendszerben 520, a tizenhatos számrendszerben 150 alakban írható fel.
A 336 páros szám, összetett szám, kanonikus alakban a 24 · 31 · 71 szorzattal, normálalakban a 3,36 · 102 szorzattal írható fel. Húsz osztója van a természetes számok halmazán, ezek növekvő sorrendben: 1, 2, 3, 4, 6, 7, 8, 12, 14, 16, 21, 24, 28, 42, 48, 56, 84, 112, 168 és 336.
Huszonnégyszögszám.
Erősen bővelkedő szám: osztóinak összege nagyobb, mint bármely nála kisebb pozitív egész szám osztóinak összege.
Érinthetetlen szám: nem áll elő pozitív egész számok valódiosztóösszeg-függvényeként.
A 336 négyzete 112 896, köbe 37 933 056, négyzetgyöke 18,33030, köbgyöke 6,95205, reciproka 0,0029762. A 336 egység sugarú kör kerülete 2111,15026 egység, területe 354 673,24422 területegység; a 336 egység sugarú gömb térfogata 158 893 613,4 térfogategység.